# Pŏphŭng sa
Pŏphŭng sa sa (법흥사 Klasztor Rozkwitającego Pokoju) – koreański klasztor, jeden klasztorów Dziewięciu górskich szkół sŏn.

## Historia klasztoru
Klasztor został wybudowany przez mnicha Chajanga w roku 647 na górze Saja i nosił nazwę Hŭngnyŏng sa. Następnie mnich Jinghyo, który posiadał 100 relikwii Buddy, podzielił je na pięć klasztorów: T'ongdo sa, Sangwon sa, Pongjŏnggam sa, Chŏngam sa i Pŏphŭng sa, w każdym z nich budując Gmach Buddy - Chŏngmyŏlbogung. Tak więc Pŏphŭng sa stał się elitarnym klasztorem, jednym z pięciu ośrodków posiadających Chŏngmyŏlbogung.
W IX wieku przybył do klasztoru mistrz sŏn Chinghyo Chŏljung (826-900), który rozbudował klasztor do wielkich rozmiarów i stworzył tu jeden z głównych ośrodków medytacyjnych Dziewięciu górskich szkół sŏn należący do szkoły saja. Klasztor był bardzo duży, przebywało w nim ponad 2000 mnichów.
Pod koniec X wieku klasztor uległ spaleniu i chociaż ocalało kilka budynków, nie był rekonstruowany i przestał być miejscem praktyki sŏn.
Dziś jest to mały, odległy klasztor.

## Adres klasztoru
- 423 Beopheung-ri, Suju-myeon, Yeongweol, Gangwon-do, Korea Południowa